# Spirotaenia
Spirotaenia  là một chi Song tinh tảo trong họ Mesotaeniaceae.